# Benetice (Třebíči járás)
Benetice település Csehországban, a Třebíči járásban. Benetice Svatoslav, Čechtín, Bochovice, Horní Vilémovice és Hroznatín településekkel határos. Lakosainak száma 195 fő (2024. január 1.).

## Népesség
A település lakosságának változását az alábbi diagram mutatja:
| Lakosok száma | 214  | 250  | 244  | 185  | 193  | 190  | 193  | 188  | 191  | 195  |
|               | 1869 | 1900 | 1921 | 1961 | 1980 | 2011 | 2016 | 2019 | 2021 | 2024 |